# Zamba Quipildor
Zamba Quipildor (La Esperanza, Jujuy; 10 de junio de 1943) es el seudónimo de Gregorio Nacianceno Quipildor, es un cantante y guitarrista folklórico argentino.
Sus padres catamarqueños, peones rurales, Hermógenes Quipildor y Benjamina del Milagro Moreno le trasmiten las formas del canto campesino.
Trabajaban en la zafra azucarera del ingenio La Esperanza.
Quipildor creció entre bagualeros (cantores de baguala). Su padre era cantor popular.
Al mes de nacido se traslada su familia a Coronel Moldes (provincia de Salta).
A los cinco años ya ayudaba a su padre en las plantaciones de tabaco.
A los nueve años cuando interpretó bagualas en la escuela Pampa del Chañar. El premio fue una guitarrita con la cual aprendió a tocar.
Cantaba bagualas dentro de los cánones más tradicionales.
De los 7 a los 13 años trabajó en Coronel Moldes en la siembra y la cosecha de tabaco.

Estaba con mi viejo en el duro trabajo del campo, hachando leña, plantando tabaco, cosechando maíz. Y de noche escuchábamos el programa Tractores Hanomag, de radio El Mundo [de Buenos Aires], en el que actuaban Eduardo Falú, Ariel Ramírez, Los Chalchaleros, Los Hermanos Ábalos. Eso despertó mi inquietud de cantar.
Zamba Quipildor

A los trece años ―viendo que sus padres ya habían tenido casi diez hijos más (en total tendrían once hijos)― se fue solo a vivir a La Viña, un pueblecito más próximo a Salta, la capital.

Tenía entonces 13 años y al poco tiempo ya podía mandarle unos pesos a mi tata. La situación económica de mi familia siempre me preocupó mucho. Y me sigue preocupando. Será porque soy el mayor de los hijos. Será porque ahora me siento con un poco de culpa de que en una noche yo pueda ganar lo que a mi tata le cuesta un mes de trabajo. No sé. Lo cierto es que siempre sentí la necesidad de ayudarlo.
Zamba Quipildor

Allí a lo largo de pocos años fue dependiente de almacén, lavacopas, guarda y carnicero. Finalmente fue chofer de ómnibus (hacía el recorrido entre Salta y Catamarca).
En 1962 ―a los 18 años―, en La Viña (provincia de Salta) formó su primer conjunto, Los Viñateros, integrado por cuatro guitarras y un bombo. con su primo Santiago Quipildor, Roberto Flores y Quiti Castillo.
Con este conjunto obtuvo, en 1960, el segundo premio del Festival del Noroeste Argentino.
En 1963, con ese conjunto ganaron el segundo premio en el Tercer Festival del Noroeste Argentino (en la ciudad de Salta).
En 1964 formó en Chicoana (provincia de Salta) el conjunto Los Luceros del Alba.
Al año siguiente (1965) empezó a cantar en peñas como solista.
En 1968 obtuvo el primer premio como solista en el festival Peñas Argentinas (en ciudad de Mendoza,
Julio Di Palma ―que fue el animador de todos los festivales Lules Canta a la Patria (en Lules), y también de los primeros festivales Monteros de la Patria: Fortaleza del Folclore― afirmó en 1968 que en el Festival de Monteros se iba a realizar el lanzamiento de un futuro éxito: Zamba Quipildor.
Un año después el Festival Folklórico de Monteros lo consagró como «revelación musical del año».
Desde Monteros (Tucumán), Quipildor fue alentado para ir al Festival Folclórico de Cosquín.
En 1970 ―con 26 años de edad― triunfó en Cosquín.
En una película sobre Belgrano, cantó Zamba Quipildor, pero acreditado como «Gregorio Quipildor».
Fue bautizado «Zamba» por un compañero de conjunto, que comprobó que más del noventa por ciento de su repertorio eran zambas.
La cantante Julia Elena Dávalos lo ayudó a llegar al Festival Internacional de Piriápolis, donde cantó la baguala «La muerte de Pedro el campesino», de Ariel Petrocelli. Recibió el primer premio, el premio revelación y el premio Piriápolis.

## Primera grabación
Ese año, la empresa discográfica Diapasón publicó un simple de difusión.
Meses después grabó su primer LP, Zamba Quipildor: voz y sentir de Salta (1970).
1) «De guardia en el carnaval» (bailecito), de H. Aguirre y J. Pantaleón
2) «El antigal» (zamba), de Ariel Petrocelli y Daniel Toro
3) «La arenosa» (cueca), de Cuchi Leguizamón y J. Castilla
4) «Mensaje» (aire de triunfo), de Napoleón Sánchez
5) «Chaya borracha» (chaya), de H. Aguirre y J. Pantaleón
6) «La carpa de Don Jaime» (zamba), de Hnos. Gutiérrez y José Ríos
7) «Serenata otoñal» (serenata), de J. Gallardo y H. Aguirre
8) «La albaqueña» (cueca), de A. Alarcón y C. Abán
9) «Noche de pescador» (zamba), de Hnos. Gutiérrez y José Ríos
10) «La muerte del campesino» (baguala), de Ariel Petrocelli
11) «Volver en vino» (retumbo), de Horacio Guaraný
12) «Canto de selva» (chamamé), de Luis Landriscina
La consagración ya está muy cerca: participa en el show televisivo Casino, en Canal 13 (Buenos Aires), y graba tres long-plays: El sentir de la baguala, Zamba por el mundo y Salta en la voz de Zamba Quipildor.
En julio de 1971 fue invitado a la Unión Soviética, para participar en el festival Melodías de Verano. Integró una nutrida delegación de 50 artistas sudamericanos que a lo largo de 60 días brindaron unos 50 recitales en siete ciudades de la Unión Soviética.
En Leningrado compartió escenario con Duke Ellington.

Periodista: ¿Por qué lo llaman Zamba Quipildor?

Quipildor: Quipildor es mi apellido. En vez de usar Gregorio me puse Zamba que, después de todo, es mejor que mi segundo nombre, que es el de mi abuelo.

Periodista: ¿Y cuál es ese nombre?

Quipildor: En realidad, la gente del Norte es rara. No solo para poner nombres sino también para tener hijos. Para dar un ejemplo, yo tengo once hermanos. Gente brava... ¡Gente querendona la del Norte!

Periodista: ¿Y el nombre?

Quipildor: ¡Bueno... Mi segundo nombre es Nacianceno. Na-cian-ce-no, así como lo oye. Parece que el nombre pertenece a una región del Asia Central.

Periodista: Cuando llegaste a Buenos Aires en 1968, ¿cómo te recibieron?

Quipildor: Con un frío que helaba los huesos en lo que respecta a medios de comunicación; es decir, radio y televisión y también empresas grabadoras. Es muy difícil que a uno lo acepten si se niega a marcar goles baratos. Me recibían muy bien en las peñas pero no podía entrar a trabajar en grande. No podía grabar. ¿Quién diablos me iba a conocer? Y yo no quiero ser un cantor de minorías sino de grandes audiencias, pero haciendo lo mío tal como yo lo siento.

Periodista: ¿Cómo resultó la experiencia en Rusia?

Quipildor: Muy linda. Tanto que en él próximo febrero viajaré nuevamente. Incluso llegaré a Checoslovaquia, Hungría y Japón. Me recibieron muy bien. Fue muy emocionante cantar solito ante una audiencia de 6000 o 7000 espectadores. Un gran silencio, un gran respeto. Yo cantando mis zambas y mis bagualas, y ellos, aunque sin entender la letra, emocionándose junto conmigo a través de la música. Lloré y he visto llorar a la gente mientras cantaba ese poema tan lindo de Neruda, «El viento peina mis cabellos»...

Periodista: ¿Qué otras cosas te impresionaron de Rusia?

Quipildor: Bueno, a mí no me gusta mucho opinar porque aquí en seguida uno es encasillado. Si uno habla bien de Rusia lo tildan de comunista y a mí la política no me interesa, quiero cantar para todos los hombres, sean comunistas, conservadores, radicales o tahitianos.

Periodista: ¿La juventud argentina acepta el folklore? ¿Tiene con él puntos en común?

Quipildor: Por supuesto. Igual que con cualquier otra música. ¿Qué más puntos en común pueden tener los rusos y los franceses? ¿Por qué a nosotros nos gusta el folklore de otros países? La música no tiene fronteras y su lenguaje es internacional. Para la juventud argentina el folklore tiene tanta vigencia como el tango o el jazz. Pero para que tenga éxito, es decir, para escuchar buen jazz o buen folklore, es necesario brindar posibilidades a los buenos y destruir las trenzas comerciales.

Periodista: ¿Qué opinas del éxito de un Sandro o un Palito Ortega?

Quipildor: Ellos cantan sin fundamento. Sus éxitos son tristes por lo efímero. Ellos mismos terminarán arrepintiéndose por lo vacío de su quehacer.

Periodista: Si tuvieras que elegir a un representante del folklore argentino, ¿por quién te decidirías?

Quipildor: Me viene de inmediato un nombre: Mercedes Sosa. Excelente cantante. Maestra indiscutible por su calidad, su sabiduría en la elección de temas y poetas que merecen ser cantados.

Periodista: ¿Y Atahualpa Yupanqui? ¿No le reprochas su exilio del país?

Quipildor: ¡Qué le voy a reprochar! El es otro maestro. Si se va es porque aquí no saben valorarlo. A mí me pasa lo mismo.

Periodista: ¿Cómo te definirías?

Quipildor: Como un cantor norteño tradicional que busca cantar para conmover más que para cuestionar. Por eso las canciones de protesta no me interesan. En mi repertorio siempre incluyo los dos extremos de la emoción: lo nostálgico y lo pícaro. Yo canto para hacer reír, para hacer llorar, para hacer pensar.

## La «Misa criolla»
En 1974, Zamba Quipildor fue convocado por Ariel Ramírez para grabar el álbum La misa criolla.
Viajó de inmediato por Rusia y Alemania, en donde participó en la ceremonia inaugural del Mundial de Futbol de Alemania 1974, en donde interpetro La Humahuaqueña junto a Ariel Ramírez y Jaime Torres.
A mediados de los años setenta cantó en Sevilla (España) junto al cantautor argentino Alberto Cortez.
En 1974, el pianista y compositor Ariel Ramírez lo escuchó por primera vez ―en el Festival de Cosquín― y lo invitó a participar como solista en su "Misa criolla", originalmente escrita para dos voces, dado que Zamba Quipildor podía interpretarla en virtud de su peculiar tono de voz y amplio registro.
Apenas comenzó su carrera, Quipildor dejó las peñas folclóricas para actuar en escenarios internacionales.
El debut se produjo al año siguiente en el Festival Internacional de Música de Sorrento (en Italia) y siguió en una extensa gira, recorriendo varias ciudades de Italia con el coro Los Madrigalistas de Bucarest, culminando en una memorable presentación en la basílica de Santa Sabina (en Roma), ante 2000 espectadores.

La Misa criolla sigue vigente en todo el mundo. No solamente convoca a los católicos sino a todas las religiones y todos los sectores. En mi caso, que soy católico, cuando la interpreto busco transmitir un sentimiento general de fe, amor y paz, que es válido en todas partes, más allá de las diversidades religiosas. Es una obra que ha llevado el paisaje de la Argentina y sus regiones a los cinco continentes, y que nos encuentra unidos con los hermanos uruguayos.
Zamba Quipildor

Después de varias décadas cantando esta obra, Quipildor es llamado «la voz de la Misa Criolla».

### Intérprete internacional
Carlos Mandri ―empresario de la industria automotriz― se convirtió en su mánager, y lo hizo cantar en países de varios continentes. Ha sido invitado a diversos escenarios del mundo:
- Alemania
- Chile
  - teatro Municipal Caupolicán (de Viña del Mar).
  - el XXIX Festival Folclórico en la Patagonia (Punta Arenas, 2009)[4]
- Colombia
  - teatro Colsubsidio (de Bogotá)[4]
- España
  - el Palau de la Música Catalana (en Barcelona).
  - el Centro Cultural de la Villa (en Madrid).
  - Teatro Lírico Nacional La Zarzuela (en Madrid).
  - Teatro Alcalá Palace (de Zaragoza).
  - teatro El Español (en Madrid).
  - teatro Nuevo Apolo (en Madrid).[7]
  - Santuario de la Bien Aparecida de Loredo (en Cantabria).
  - Centro Cultural Manuel de Falla[13]
  - 34 Festival Internacional de Santander
  - Catedral de Burgos
- Estados Unidos
  - Carnegie Hall (de Nueva York).
  - Avery Fischer Hall (de Nueva York).[7]
  - The First New York International Festival of the Arts (de Nueva York), donde estrenó la Misa por la paz y la justicia
- Francia
- Israel
  - teatro Thomas Mann (de Tel Aviv).
- Italia
  - Basílica de Pompeya
  - Basílica de San Lorenzo[13]
  - Academia Nazionale di Santa Cecilia (en Roma)[13]
  - ciudad de Sorrento
- México
  - Teatro Bellas Artes (de México D. F.).
- Polonia
  - Teatro de Varsovia
- Portugal
  - Teatro São Luis (de Lisboa).
- Reino Unido
  - Royal Festival Hall (de Londres), en 1995; junto con el pianista Ariel Ramírez.[5]
  - Queen Elizabeth Hall (de Londres), en 1998[1]
- Suecia
  - Gustav Vasa Kyrka (de Estocolmo)[13]
- Unión Soviética
  - el teatro Bolshoi (de Moscú).
  - ciudad de Leningrado
  - ciudad de Kiev
  - ciudad de Yalta
  - ciudad de Rostov
  - ciudad de Riga

En Argentina actuó en:
- - teatro Colón (de Buenos Aires), donde ya ha cantado en seis oportunidades[10][4]
  - Teatro Nacional Cervantes
  - Teatro Coliseo
  - Teatro Presidente Alvear
  - Teatro Argentino de La Plata)[4]
  - la catedral de La Plata[4]
  - Aula magna de la Facultad de Medicina
  - Aula magna de la Facultad de Abogacía
  - Estadio Luna Park, donde se presentó por primera vez la Misa criolla adaptada para la Orquesta Sinfónica de Buenos Aires, y coro.
  - Hipódromo de Palermo frente a 250 000 personas.

(de Buenos Aires).
- - teatro Rivera Indarte (de Córdoba).
  - Auditorium de Mar del Plata
  - Teatro San Martín
  - Centro Cultural Borges
  - Catedral de Luján
  - Catedral de La Plata
  - Catedral de Salta
  - Iglesia San Francisco
  - Ruina de San Ignacio
  - Misiones Monumento Martín Miguel de Güemes
  - Teatro de la Ciudad en Salta: además de todos los Festivales y Teatros de la República Argentina.
  - Basílica Inmaculada Concepción y pquia Santa Teresita (Concepción del Uruguay,Entre Ríos)

Me gusta la ópera, así que para mí es un honor haber cantado en tantos teatros líricos.
Zamba Quipildor

En 1991 ―después de muchos años de interpretar la Misa criolla, la graba para un discográfica francesa.
En 1992 - un 5 de abril canta la Misa Criolla en el Teatro Auditorium de Mar del Plata, en piano Ariel Ramirez, Domingo Cura  en percusión  el Cuarteto los Andes en guitarra y charango junto al Coro de la Escuela de Canto Coral de Mar del Plata.
En 1995 realizó una gira por distintas ciudades de España y Suecia junto con el grupo Nan.
En una de sus últimas presentaciones en 1997, se presenta con el grupo NAN en un show sin precedentes, ante más de 10 000 personas al pie del cerro San Bernardo, cerca de la ciudad de Salta.
En octubre de 1998 recibió ―junto con el conjunto folclórico Los Chalchaleros y Beatriz Gutiérrez Walker (secretaria de Cultura de Salta)― el premio Martín de Güemes, máximo galardón salteño, por su trayectoria artística y su aporte a la cultura del país.
Con el grupo NAN ―bajo la dirección musical de Diego Clemente― ha grabado sus dos últimas grabaciones: Paciencia de piedra (2008) ―luego de cinco años sin grabar (desde 2003), produce este álbum con cierta ambición modernista en los arreglos para clarinete, chelo y batería, instrumentos que no son usuales en la música folclórica argentina «tradicional»― y Provincias argentinas ―esta última con arreglos corales de Carlos Mascardini, donde recopila las canciones más representativas de cada provincia argentina―.
Tiene su oficina en Corrientes y Cerrito.
Su hijo también es cantante de música folclórica.
En 2003 grabó el álbum Güemes eterno.
Sus últimas grabaciones son Paciencia de piedra y Provincias argentinas, realizadas junto al grupo NAN y dirigidas por Diego Clemente.
Su último disco se llama Zamba Quipildor sigue cantando.

## Discografía
- 1970: "Voz y sentir de Salta" - DIAPASON / CIRCA
- 1972: "Zamba Quipildor en Europa" - DIAPASON
- 1973: "Zamba Quipildor" - DISCOS CBS
- 1975: "Con toda su tierra adentro" - DISCOS CBS
- 1976: "Zamba Quipildor" - DIAPASON
- 1976: "La voz de Zamba Quipildor" - DISCOS CBS
- 1977: "Zamba en Si Mayor" - DISCOS CBS
- 1979: "Destino de cantor" - MUSIC HALL
- 1979: "Es Quipildor el que canta" - PHILIPS
- 1981: "Un Día Te Querré" - PHILIPS
- 1981: "Forjadores de la patria" - Junto a Los Arroyeños - PHILIPS
- ????: "Zamba para el mundo" - DIAPASON
- ????: "El Sentir de la Baguala" - DIAPASON
- 1991: "El canto de mi tierra" - DIAPASON
- 1998: "Destellos" (Single) - Junto a Grupo Nan y Vocal "La Clave" - MINISTERIO DE SALUD Y ACCIÓN SOCIAL DE LA NACIÓN
- ????: "Tonada del viejo amor"
- 2002: "La historia" - UNIVERSAL MUSIC S.A.
- 2003: "Serie Histórica" - GRAFISOUND S.R.L.
- 2007: "20 Grandes Éxitos" - PHILIPS / POLYGRAM
- 2008: "Misa Criolla" - Junto a Ariel Ramírez, Asociación Coral Lagun Onak y Cuarteto De Los Andes - JADE
- 2008: "Paciencia de piedra" - ACQUA RECORDS
- 2010: "Sigue cantando" - ACQUA RECORDS

## Premios
- Fue nombrado «embajador permanente del folclore de Salta.[4]
- En 1969 fue distinguido con un premio en Uruguay.[4]
- En 1970 ganó el Festival de Cosquín.[4]
- En 1971 ganó un premio nacional en Chile.[4]
- En 1985 ganó el Premio Konex como mejor cantante masculino de folclore.[4]
- Recibió el premio Martín Miguel de Güemes (de la provincia de Salta) y el premio Sentido de la Vida (2009).[4]
- En diciembre de 2011 fue declarado «visitante destacado» de la ciudad de Rosario, durante un concierto que brindó ante más de 20 000 personas al pie del Monumento a la Bandera.[17]
- En septiembre de 2012 fue declarado «personalidad destacada de la cultura de la Ciudad Autónoma de Buenos Aires».[18]